# Janusz Gajda
Janusz Gajda (ur. 1933) – polski pedagog, profesor UMCS w Lublinie. Początkowo zajmował się  głównie problemami kształcenia humanistycznego oraz wykorzystaniem środków masowego przekazu w edukacji dorosłych. Po 1984 r. skoncentrował się na problematyce ogólnie rozumianej kultury: wartościami w aspekcie antropologicznym i pedagogicznym, animacją kulturową, a także teoretycznymi podstawami oraz możliwościami reaktywowania pedagogiki kultury. 

## Ważniejsze prace
- Telewizja a upowszechnianie kultury (1982)
- Telewizja - młodzież - kultura (1987)
- Środki masowego przekazu w wychowaniu (1988)
- Wprowadzenie do wiedzy o kulturze (1989)
- Oblicza miłości (1993)
- Honor, godność, człowieczeństwo (2000)
- Media w edukacji (2002)
- Antropologia kulturowa (2002)
- Pedagogika kultury w zarysie (2006)